# 아크몰라주

아크몰라 주의 위치

아크몰라주(카자흐어: Ақмола облысы, 러시아어: Акмоли́нская о́бласть)는 카자흐스탄의 주이다. 주도는 콕셰타우이다. 아스타나는 아크몰라 주에 둘러싸여 있지만, 정치적으로는 아크몰라 주의 일부가 아니다.

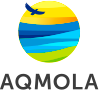
주 문장

## 면적
면적은 12만1,400 sq km(약 146219km)이다.

## 행정 구역
- 2개의 주요 도시: 콕셰타우와 스테프노고르스크
- 8개의 중소 도시: 악콜, 아트바사르, 데르자빈스크, 예실, 예레이멘타우, 마킨스크, 스테프냐크, 슈친스크
- 17개의 군

1. 악콜스키 군
2. 아르샬린스키 군
3. 아스트라한스키 군
4. 아트바사르스키 군
5. 불란딘스키 군
6. 예긴디콜스키 군
7. 옌벡실데르스키 군
8. 예레이멘타우스키 군
9. 예실스키 군
10. 작신스키 군
11. 자르칸스키 군
12. 제렌딘스키 군
13. 코르갈진스키 군
14. 산딕타우스키 군
15. 스테프노고르스키 군
16. 쇼르탄딘스키 군
17. 슈친스키 군

- 15개 중소 도시
- 245개 마을

## 주민
인구는 82만9,000명으로 콕셰타우는 12만4,000명이다. 카자흐족이 25.5%, 러시아인이 43.3%를 차지한다.